# Liste der Kulturdenkmäler in Dennhausen
Die Liste der Kulturdenkmäler in Dennhausen enthält alle Kulturdenkmäler im Ortsteil Dennhausen der nordhessischen Gemeinde Fuldabrück, die in der vom Landesamt für Denkmalpflege Hessen 2011 herausgegebenen Denkmaltopographie veröffentlicht wurden.

## Legende
- Bezeichnung: Nennt den Namen, die Bezeichnung oder die Art des Kulturdenkmals.
- Lage: Nennt den Straßennamen und wenn vorhanden die Hausnummer des Kulturdenkmals. Die Grundsortierung der Liste erfolgt nach dieser Adresse. Der Link „Karte“ führt zu verschiedenen Kartendarstellungen und nennt die Koordinaten des Kulturdenkmals.
- Datierung: Gibt die Datierung an; das Jahr der Fertigstellung bzw. den Zeitraum der Errichtung. Eine Sortierung nach Jahr ist möglich.
- Beschreibung: Nennt bauliche und geschichtliche Einzelheiten des Kulturdenkmals, vorzugsweise die Denkmaleigenschaften.
- Objekt-Nr: Gibt, sofern vorhanden, die vom Landesamt für Denkmalpflege vergebene Objekt-ID des Kulturdenkmals an.

## Denkmalliste
| Bild             | Bezeichnung                          | Lage | Beschreibung | Bauzeit           | Objekt-Nr. |
| ---------------- | ------------------------------------ | --- | --- | ----------------- | ---------- |
| Bild gesucht BW  | Gesamtanlage I historischer Ortskern | Gesamtanlage I (siehe Beschreibung) Lage                                                                                     | Gesamtanlage historischer Ortskern: Dorfstraße 3-5, 7, 9-11, 13, 15, 17, 19, 21-23, 27, 4-12; Kirchstraße 1-9, 11, 13-15, 2-8, 10, 12-14; Querstraße 1-3, 2; Ringweg 1, 2-6; Söhrestraße 1-7, 11, 2-4, 6, 8, 10 | 1. Hälfte 18. Jh. | 87783 DDB  |
| Ehem. Einhaus    | Ehem. Einhaus                        | Dorfstraße 7 LageFlur: 4, Flurstück: 8/8                                                                                     | Ehemaliges Einhaus mit Fachwerkgefüge in dreigeschossiger Rähmbauweise | 2. Hälfte 18. Jh. | 87419 DDB  |
| Fachwerkgebäude  | Fachwerkgebäude                      | Dorfstraße 13 LageFlur: 4, Flurstück: 10/2                                                                                   | Giebelständig orientiertes Fachwerkgebäude in zweigeschossiger Rähmbauweise | Frühes 19. Jh.    | 87420 DDB  |
| Fachwerkgebäude  | Fachwerkgebäude                      | Dorfstraße 17/19 LageFlur: 4, Flurstück: 15/1, 16                                                                            | Zweigeschossiges Fachwerkgebäude mit Rähmkonstruktion | Bez. 1715         | 87421 DDB  |
| Bild gesucht BW  | Sachgesamtheit Gut Freienhagen       | Gut Freienhagen 1, Sommerberg, Hof Freienhagen, Gut Freienhagen LageFlur: 7, Flurstück: 12/18, 19/8, 20, 21, 22/1, 23, 39/26 | Sachgesamtheit Gut Freienhagen - Umbaute Hofanlage mit Herrenhaus | Anfang 17. Jh.    | 87785 DDB  |
| Ehem. Gasthaus   | Ehem. Gasthaus                       | Gut Freienhagen 3 LageFlur: 6, Flurstück: 4/1                                                                                | Ehemaliges Gasthaus mit Backstein im Erdgeschoss und Fachwerk im Obergeschoss sowie Drempel | Ende 19. Jh.      | 87427 DDB  |
| Streckhof        | Streckhof                            | Kirchstraße 10 LageFlur: 5, Flurstück: 17/4                                                                                  | Traufständiger Streckhof | Bez. 1827         | 87422 DDB  |
| weitere Bilder   | Ev. Kirche                           | Kirchstraße 11 LageFlur: 4, Flurstück: 87/76, 92/76                                                                          | Evangelische Kirche | 1730              | 87423 DDB  |
| Bild gesucht BW  | Scheune                              | Söhrestraße 6 LageFlur: 5, Flurstück: 24                                                                                     | Scheune in Ständerbauweise und mit Fachfach an der Rückseite | Bez. 1703         | 87424 DDB  |
| Scheune          | Scheune                              | Söhrestraße 8 LageFlur: 5, Flurstück: 28/1                                                                                   | Scheune einer Hofanlage | Bez. 1854         | 87425 DDB  |
| Fachwerkwohnhaus | Fachwerkwohnhaus                     | Söhrestraße 11 LageFlur: 4, Flurstück: 46                                                                                    | Zweigeschossiges Fachwerkwohnhaus | 1. Hälfte 18. Jh. | 87426 DDB  |